# Moriondo Torinese
Moriondo Torinese (piemontesisch Moriond) ist eine Gemeinde in der italienischen Metropolitanstadt Turin (TO), Region Piemont.

## Lage und Einwohner
Moriondo Torinese liegt 26 km östlich von Turin in einer fruchtbaren Hügellandschaft an der Grenze zur Region Monferrato. Das Gemeindegebiet umfasst eine Fläche von 6 km² und hat 835 Einwohner (Stand 31. Dezember 2023).
Die Nachbargemeinden sind Moncucco Torinese, Castelnuovo Don Bosco, Mombello di Torino, Buttigliera d’Asti (AT) und Riva presso Chieri.

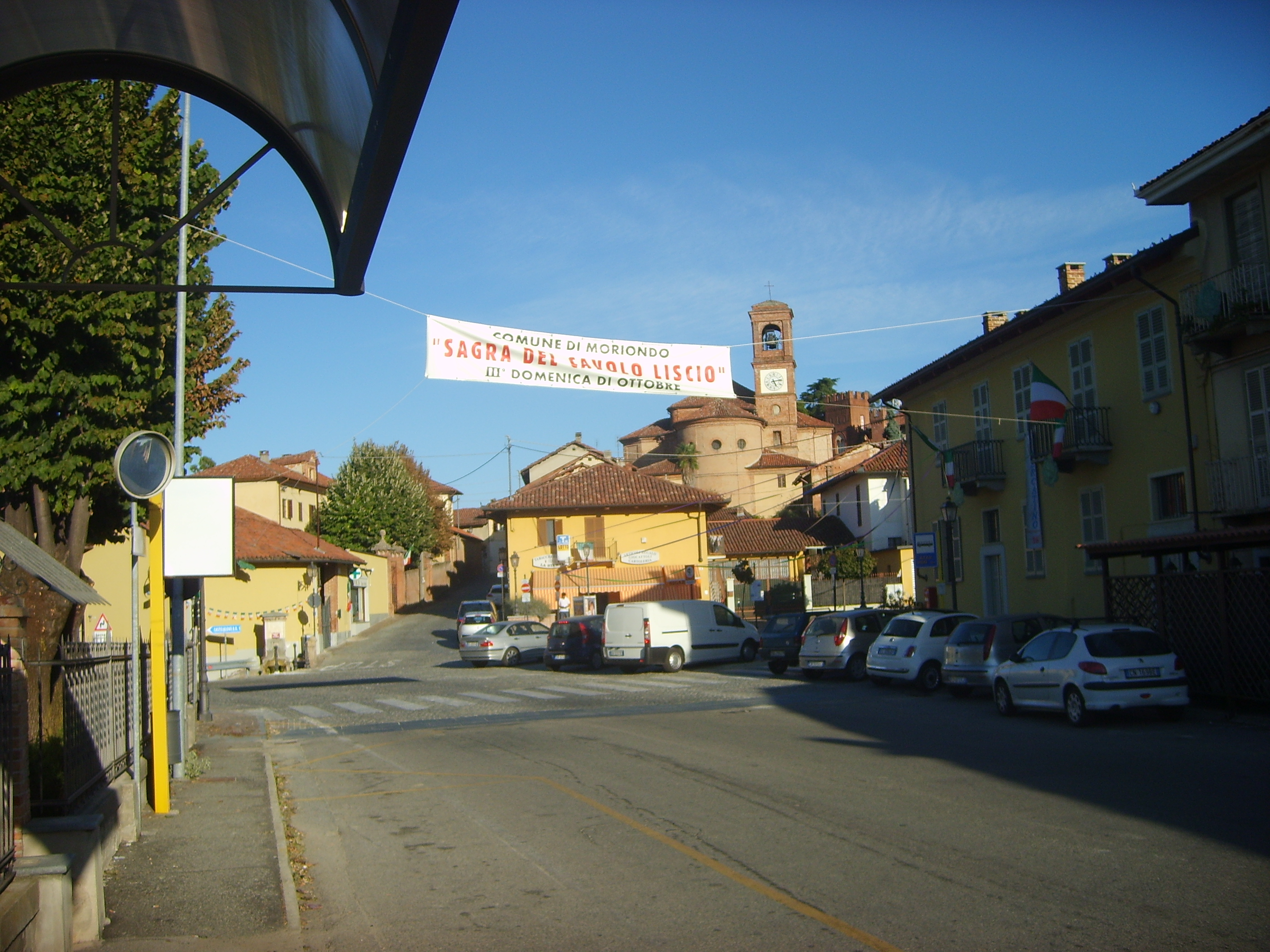
Zentrum von Moriondo Torinese

## Geschichte

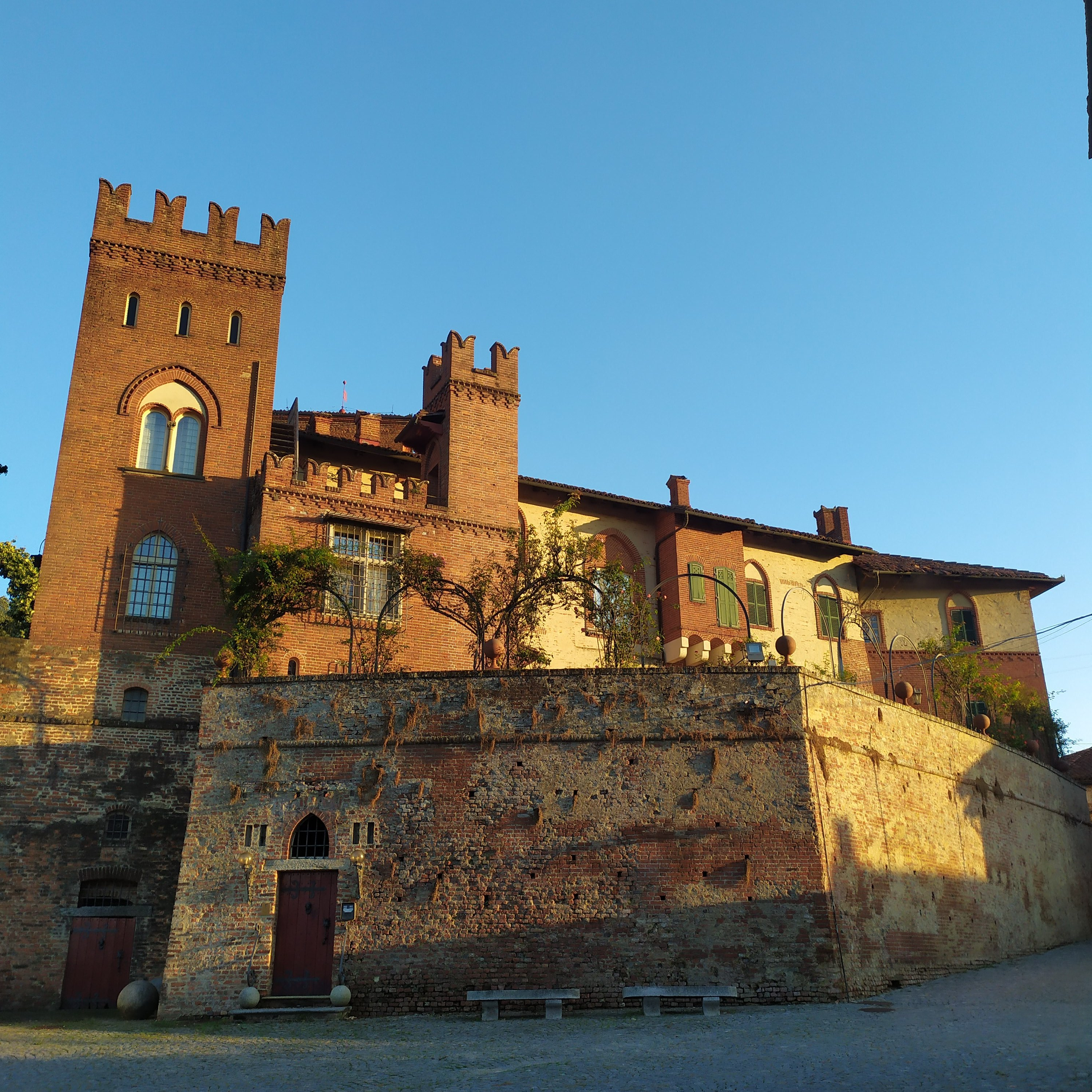
Das Castello

Der seit 1216 belegte Ortsname setzt sich aus dem Substantiv „mount“ und dem Adjektiv „rotondo“ zusammen und spielt auf die Beschaffenheit des hügeligen Reliefs an. Im Jahr 1418 wurde sie zu einer vollwertigen savoyischen Herrschaft.